# Ossibia cyanoptera
Ossibia cyanoptera là một loài bọ cánh cứng trong họ Cerambycidae.